# Dominions 3: The Awakening
Dominions 3: The Awakening est un jeu de stratégie au tour par tour dans un univers de fantasy créé par Illwinter Game Design et publié en 2006 par Shrapnel Games. C'est le troisième jeu de la série des Dominions, le premier étant Dominions: Priests, Prophets and Pretenders et le second Dominions II: The Ascension Wars.
Ce jeu allie des graphismes minimalistes avec un large éventail de choix stratégique, incluant plus de 1500 unités différentes, 600 sortilèges et 300 objets magiques. Les tours sont résolus simultanément, chaque joueur planifiant le comportement de ses troupes à l'avance plutôt qu'en les contrôlant directement lors d'une bataille.
Une partie se déroule sur une carte scénario où certains paramètres de la partie sont prédéfinis ou bien sur une carte aléatoire. Le joueur peut paramétrer au début de chaque partie différents facteurs influençant son déroulement, tel que la force des armées neutres ou les types de victoire possibles. Le jeu ne possède pas de campagne scénarisée. Bien que jouable en solo contre une IA, le jeu a été pensé comme un jeu principalement multijoueur avec des modes PBEM, Hotseat et TCP-IP.

## Vue d'ensemble
Le joueur incarne un prétendant au panthéon divin d'un monde de fantasy s'opposant à d'autres prétendants. L'interface est composée d'une carte du monde créée manuellement ou générer aléatoirement et de plusieurs menus. La carte est divisée en provinces qui peuvent être conquises lors de batailles tactiques. Les provinces fournissent de l'or et de l'approvisionnement nécessaires au recrutement de troupes. Comparé aux autres jeux du genre, la gestion économique est très limitée, le jeu se concentrant principalement sur la création et le déploiement de ses armées.
Au début du jeu, chaque joueur commence avec un nombre prédéfini de province, habituellement une. La province de départ est la capitale de la nation, avec un fort, un temple et un laboratoire magique. Dans ce territoire, le joueur peut recruter des soldats, des commandants, des mages et des prêtres pour mener la guerre contre ses ennemis. Les mages peuvent lancer des sortilèges, forger des objets, invoquer des créatures, rechercher de nouvelles magies et rechercher des lieux de pouvoirs. Les prêtres peuvent prêcher contre l'influence d'un dieu adverse dans un territoire et utiliser des sorts divins.
Les provinces qui ont la foi en le dieu du joueur sont considérées comme sous de l'influence de ce dieu et bénéficient de plusieurs avantages : les troupes du joueurs se battent mieux, les troupes adverses moins bien, et les paramètres généraux de la province tel que la température, la résistance à la magie ou la chance sont petit à petit modifiés pour correspondre à la volonté du dieu. L'influence du joueur est indiquée par des bougies blanches tandis que l'influence des adversaires est indiquée par des bougies noires. Un joueur perdant toutes ses provinces ou toute son influence perd la partie.
Bien que les règles principales du jeu ne peuvent pas être modifiées, il existe de nombreux mods modifiant ou ajoutant des unités, des sortilèges et des nations.

### Combat
Le système de combat est très complexe; chaque unité composant une armée est caractérisée par plusieurs valeurs numériques comme le moral, les points de vie, la force, l'encombrement, les blessures de guerre, la protection du torse, de la tête ou des jambes, ainsi que la précision. Chaque unité prendra la fuite si leur peloton subit de trop lourdes pertes, plutôt que de lutter jusqu'à la mort. La logistique est essentielle, les troupes affamées prenant la fuite plus facilement. Certaines créatures comme les morts-vivants ou les invocations magiques ne fuient jamais mais sont purement et simplement détruites quand leurs commandants est tué ou s'enfuit.
Il existe des centaines d'unités différentes à recruter comme des archers, de l'infanterie, de la cavalerie ou des mages. Les troupes peuvent être recruter dans toutes les provinces(à l'exception de la capitale de la nation Ermor dans le Late Age qui fonctionne différemment), et le recrutement possible est influencé par le territoire. Par exemple, les druides ne peuvent être recrutés que dans une province forestière, tandis que les hommes-poissons ne le sont que sur les côtes. Pour recruter des troupes spécifiques à une nation, le joueur doit au préalable construire un fort dans la province. Les mages nécessitent des laboratoires et les prêtres des temples.
Le résultat de la bataille est soit consultable comme un rapport au début de chaque nouveau tour, soit regardable comme un film. Les batailles ne peuvent être influencés une fois calculées, mais le joueur peut planifier des ordres simples pour ses troupes avant la fin de chaque tour, permettant ainsi des tactiques basiques. Ce système permet des parties multijoueurs rapides.

### Magie
Il y a huit domaines de magie dans le jeu : la magie du feu, de l'eau, de l'air, de la terre, astrale, de la mort, de la nature et du sang. Les magiciens dans Dominions 3 utilisent un ou plusieurs de ces domaines, chaque nation disposant de mages avec différents degrés d'affinités magiques à ces domaines. Beaucoup de sorts ou d'objets nécessitent deux domaines de magie pour être créés, mais jamais plus.
Tous les mages peuvent utiliser la magie sur le champ de bataille, mais pour lancer un puissant sortilège ou invoquer une créature d'exception il faut posséder des gemmes magiques. Celles-ci sont présentes dans des sites de pouvoir dissimulés à travers le monde. Chaque nation démarre avec un ou plusieurs lieux de pouvoirs découvert dans sa capitale, et donc un montant minimum de gemmes magiques générées par tour. Pour en obtenir plus, il faut envoyer un mage effectuer des recherches dans chaque province. Il y a sept types de gemme, correspondant aux domaines de magie, à l'exception de la magie du sang qui n'utilise pas des gemmes mais le sacrifice d'esclave. Les mages peuvent aussi utiliser les gemmes pour fabriquer des objets magiques et des artefacts qui pourront être équipés à tous les commandants pour leur procurer des améliorations de compétences ou de nouveaux pouvoirs spéciaux.
La recherche magique s'effectue dans sept écoles de magie distinctes des domaines. Ces écoles sont la conjuration, l'altération, l'évocation, la construction, l'enchantement et la thaumaturgie. De nouveau, la magie du sang fonctionne différent en possédant sa propre école.
Les prêtres ont aussi un domaine sacré, mais dans la version originale du jeu, ce domaine est limité à très peu de sort et aucune recherche n'est nécessaire au préalable. Ce sont, de plus, tous des sorts de bataille.

### Nations
Les nations du jeu sont inspirées par l'histoire et la mythologie du monde réel, plutôt que par les standards modernes de la fantasy tel que les orcs ou les elfes.
Exemple : Grèce antique (Arcoscephale), République romaine (Ermor), Byzance (Pythium), Sarmates (Sauromatia), Égypte antique (C'tis), France et Espagne moyenâgeuses (Marignon), Angleterre moyenâgeuse (Man), Irlande (Fomoria, Eriu, Tir na n'Og), Scandinavie (Vanheim, Helheim, Jotunheim, Midgard, Utgard, Nieflheim), Allemagne (Ulm), Chine (Tien Chi), Zimbabwe (Machaka), Japon (Jomon), Aztèque (Mictlan), Rus' (Bogarus) et Inde (Kailasa, Lanka, Bandar Log, Patala). D'autres nations sont inspirées d’œuvres littéraires plus modernes, particulièrement H. P. Lovecraft (R'lyeh). Le Yézidisme semble avoir inspiré la nation d'Abysia car la liste des généraux aléatoires de cette nation contient le nom de Melek Taus et un culte dédié au feu.

## Accueil
| Dominions 3           |      |        |
| Média                 | Pays | Notes  |
| Canard PC             | FR   | 9/10   |
| GameSpot              | US   | 82 %   |
| PC Gamer              | US   | 83 %   |
| Compilations de notes |      |        |
| Metacritic            | US   | 82 %   |
| GameRankings          | US   | 81,5 % |